# IN THE SUN, IN THE SHADE
『IN THE SUN, IN THE SHADE』（イン・ザ・サン イン・ザ・シェイド）は、スターダストレビュー7枚目のオリジナル・アルバム。1989年7月10日に発売された。

## 収録曲
全編曲：三谷泰弘
1. Brand-New Wind
作詞：田口俊　作曲：三谷泰弘
2. 夏のシルエット
作詞：篠原仁志　作曲：根本要
16枚目のシングル。
3. 月光列車（ムーンライト・ロコモーション）
作詞：篠原仁志　作曲：柿沼清史
17枚目シングル『Be My Lady』に歌詞違いバージョンの「Jail House R&R」を収録。
4. Be My Lady
作詞：竜真知子　作曲：根本要
後に17枚目のシングルとしてシングルカット。
5. Triste
作詞：有川正沙子　作曲・メインボーカル：三谷泰弘
esq名義で発売したシングル「再会」C/W曲に本楽曲のライヴ・ヴァージョン収録。
6. Northern Lights -輝く君に-
作詞：高橋研　作曲：根本要
15枚目のシングル。
7. Endless Dream
作詞：葉庭敏貴　作曲：根本要/三谷泰弘
8. 夏の女王 (Dedicated to Esther Williams)
作詞・作曲・メインボーカル：三谷泰弘
15枚目のシングルのC/W曲。
9. ラビリンス・サスペンス
作詞：葉庭敏貴　作曲：三谷泰弘
10. In The Sun, In The Shade
作詞：寺田正美/三谷泰弘　作曲：三谷泰弘
11. Brand-New Wind （LIVE VERSION：1989年7月23日）
2002年以降再発盤のみ収録ボーナス・トラック